# Krystyna Waszakowa
Krystyna Waszakowa, także Chruścińska-Waszakowa, właściwie Waszak (ur. 28 grudnia 1950) – polska językoznawczyni, profesor Uniwersytetu Warszawskiego.

## Życiorys
Krystyna Waszakowa w latach 1969–1974 studiowała na Wydziale Filologii Polskiej i Słowiańskiej UW, gdzie uzyskała tytuł magistra filologii polskiej. W 1982 doktoryzowała się w zakresie nauk humanistycznych. W 1994 otrzymała tamże stopień doktor habilitowanej nauk humanistycznych w zakresie językoznawstwa na podstawie monografii Słowotwórstwo współczesnego języka polskiego. Rzeczowniki sufiksalne obce. W 2007 otrzymała tytuł naukowy profesora.
Jej zainteresowania naukowe obejmują: słowotwórstwo, semantykę leksykalną, leksykologia, pragmatyka językoznawcza, współczesne teorie językoznawcze, w tym gramatyka kognitywna. Reprezentuje podejście strukturalno-semantyczne w opisie zjawisk słowotwórczych.
Zawodowo związana z macierzystym Wydziałem. Od 1997 profesor nadzwyczajna UW, a od 2010 zwyczajna. W latach 1996–1999 zastępczyni dyrektora Instytutu Języka Polskiego UW, w tym p.o. Dyrektora (1997–1998) oraz kierowniczka Zakładu Gramatyki, Semantyki i Pragmatyki Współczesnego Języka Polskiego (2006–2020; do 2012 Zakładu Budowy Gramatycznej Współczesnego Języka Polskiego). Wśród wypromowanych przez nią doktorów jest m.in.: Magdalena Zawisławska (2000).
Członkini Polskiego Towarzystwa Językoznawczego (od 1977), w tym Zarządu PTJ (od 2014); Warszawskiego Oddziału Towarzystwa Kultury Języka (od 1976); Komisji Słowotwórstwa przy Międzynarodowym Komitecie Slawistów (od 1998); Polskiego Towarzystwa Kognitywnego (od 2013), w tym Rady Naukowej (od 2014); Komitetu Językoznawstwa przy Wydziale I Nauk Humanistycznych i Społecznych PAN (kadencja 2015–2019, 2020–2023); członkini korespondentka Towarzystwa Naukowego Warszawskiego (od 2004).
Wielokrotnie wyróżniana nagrodą rektora UW. Nadto otrzymała m.in. Nagrodę Indywidualną Ministra Nauki i Szkolnictwa Wyższego za rozprawę doktorską (1983), Nagrodę Indywidualną Ministra Edukacji Narodowej za rozprawę habilitacyjną (1995), Medal Komisji Edukacji Narodowej.

## Publikacje książkowe
- Słowotwórstwo współczesnego języka polskiego. Rzeczowniki z formantami paradygmatycznymi. Warszawa : Wydawnictwa Uniwersytetu Warszawskiego, 1993, 1996, ISBN 83-230-0734-9.
- Słowotwórstwo współczesnego języka polskiego. Rzeczowniki sufiksalne obce. Rozprawy Uniwersytetu Warszawskiego. Warszawa : Wydawnictwa Uniwersytetu Warszawskiego, 1994, ISBN 83-230-9976-6.
- Przejawy internacjonalizacji w słowotwórstwie współczesnej polszczyzny. Warszawa : Wydawnictwa Uniwersytetu Warszawskiego, 2005, ISBN 83-235-0055-X.
- Kognitywno-komunikacyjne aspekty słowotwórstwa. Wybrane zagadnienia opisu derywacji w języku polskim. Warszawa : Wydział Polonistyki Uniwersytetu Warszawskiego, 2017, ISBN 978-83-65667-44-1.
- Język w działaniu i działania na języku : szkice semantyczno-słowotwórcze. Warszawa : Wydawnictwa Uniwersytetu Warszawskiego, 2021, ISBN 978-83-235-4929-1.